# Socha pohraničníka (Cínovec)
Socha pohraničníka je socha příslušníka československé Pohraniční stráže se psem z roku 2021 v krušnohorském Cínovci. Socha byla vytvořena z iniciativy Klubu českého pohraničí a jeho člena Pavla Svobody.

## Historie
Informace o záměru vybudování sochy pohraničníka na soukromém pozemku v Cínovci se v médiích objevila v srpnu 2019. Původně sem měla být umístěna čtyřmetrová socha Na stráži míru Jana Hány z roku 1955, deponovaná ve františkánské zahradě v Chebu. Protože město odmítlo sochu prodat, měla být pro Cínovec vytvořena žulová kopie. Celé dílo mělo být dokončeno do poloviny roku 2020. Vztyčení sochy incioval Pavel Svoboda, bývalý člen pohraniční stráže, příslušník VB a agent StB.
Proti záměru protestovali politici z krajské koalice.
Socha (odlišná od původně zamýšlené kopie sochy Na stráži) byla odhalena 25. září 2021 při příležitosti výročí 70 let od přijetí zákona o ochraně státních hranic. Odhalení se zúčastnilo asi 50 členů a příznivců spolku. Svůj nesouhlas s umístěním sochy přišlo vyjádřit zhruba 20 odpůrců, mezi nimiž byl např. herec Jiří Maryško.
Dne 4. října 2021 policie zadokumentovala, že socha byla polita červenou barvou.
V souvislosti s válkou na Ukrajině byla v březnu a listopadu 2022 na soše, respektive v okolí sochy umístěna ukrajinská vlajka, kterou následně členové KČP odstranili.

## Popis
Socha stojí za památníkem „ochráncům státních hranic,“ který sem KČP umístil v roce 2008. Nejedná se o kopii Hánovy sochy, nýbrž o pískovcovou sochu neznámého autora v životní velikosti, představující vojáka se zbraní opřenou o pravou nohu se psem u levé nohy na nízkém podstavci, usazenou na široké kamenné podezdívce čtvercového půdorysu, na které je v průčelí umístěna tabulka se znakem Pohraniční stráže a nápisem.